# Saint-Cernin-de-Larche
Saint-Cernin-de-Larche è un comune francese di 606 abitanti situato nel dipartimento della Corrèze nella regione della Nuova Aquitania.

## Società

### Evoluzione demografica
Abitanti censiti